# أكسل يوهانسون
أكسل يوهانسون (بالسويدية: Axel Johansson)‏ (6 مارس 1989 السويد السويد - ) هو لاعب كرة قدم سويدي يلعب كمهاجم.